# Oswald Hahn
Oswald Hahn (* 31. Januar 1928 in Ludwigshafen am Rhein; † 11. September 1999) war ein deutscher Wirtschaftswissenschaftler und Lehrstuhlinhaber.

## Leben
Oswald Hahn, Sohn von Martha Hahn, geborene Immendörfer, und ihrem Mann, dem Diplom-Ingenieur Ludwig Hahn, wurde nach dem Besuch eines Realgymnasiums und einer Lehre in der Industrie zum Kaufmann sowie einem Studium an den Universitäten Mannheim und Köln zunächst Diplom-Kaufmann. 1954 wurde er zum Dr. rer. pol. promoviert. Von 1954 bis 1955 war er Bankbeamter, von 1955 bis 1967 Assistent.
Im Jahr 1960 habilitierte er sich und lehrte zunächst als Privatdozent in Köln, wo er 1962 außerplanmäßiger Professor für Betriebswirtschaftslehre wurde. Nach Zwischenstationen an den Universitäten Hamburg und Kabul (als Professor von 1962 bis 1965) folgte er 1967 einem Ruf nach Nürnberg und übernahm dort als ordentlicher Professor für Betriebswirtschaftslehre, insbesondere Betriebslehre der Banken und Versicherungen an der Universität Erlangen-Nürnberg den Lehrstuhl für Bankbetriebslehre, den er bis 1996 innehatte. Hahn war Mitglied des Präsidiums der Deutschen Gesellschaft für Betriebswirtschaft. Er nahm regelmäßig an Wehrübungen teil und brachte es bis zum Oberstleutnant der Reserve. Er war evangelisch, hatte 1962 Christa Czygan geheiratet, wohnte im mittelfränkischen Rückersdorf und hatte einen Sohn namens Ulrich Larry Hahn.

## Schriften (Auswahl)
- Das Skonto in der Wirtschaftspraxis. 1962.
- Geld- und Devisenhandel. 1964.
- Bankbetriebslehre. 1966.
- Währungsbanken der Welt. 2 Bände. 1968.
- Das Instrumentarium der Währungsband. 3 Bände. 1968.
- Führung des Bankbetriebs. 1977.
- als Hrsg.: Betriebswirtschaft und Streitkräfte. 1980.
- Finanzwirtschaft. 2. Auflage. 1983.
- Struktur der Bankwirtschaft. 3 Bände. 1981–1985
- Die Diskontpolitik der Zentralnotenbank. Berlin 1992, ISBN 3-503-03371-8.
- Die Währungsbank. Behörde, Unternehmung, Autorität. Betriebswirtschaftslehre der Zentralnotenbank. Berlin 1993, ISBN 3-503-03471-4.
- Militärbetriebslehre. Betriebswirtschaftslehre der Streitkräfte. Berlin 1997, ISBN 3-87061-615-6.
- Allgemeine Betriebswirtschaftslehre. München 1997, ISBN 3-486-24159-1.